# Bantoun
Bantoun est une ville et une sous-préfecture de Guinée rattachée à la préfecture de Faranah,.
Le chef lieu est Bantou.

## Subdivision administrative
Badougoula est composer de quatre districts.
| Districts      | Secteurs                                        |
| -------------- | ----------------------------------------------- |
| Bantoun centre | Bantoun centre, Bantou GbènikÖrÖ et Kambrékouya |
| Maradou        | Maradou centre                                  |
| Nionah         | Nionah centre                                   |
| Siriman        | Siriman centre, Morcira et Yanfala              |